# Rangersdorf
Rangersdorf är en ort och kommun  i Österrike. Den ligger i distriktet Spittal an der Drau i förbundslandet Kärnten, 300 km sydväst om huvudstaden Wien. 
Kommunen består av nio orter (Ortschaften) (inom parentes invånarantal 1 januari 2024):

- Lainach (430)
- Lamnitz (127)
- Lobersberg (185)
- Plappergassen (57)
- Rangersdorf (392)
- Tresdorf (278)
- Wenneberg (45)
- Witschdorf (181)
- Zladisch (7)